# Lars Boom
Lars Anthonius Johannes Boom (* 30. Dezember 1985 in Vlijmen) ist ein niederländischer Radrennfahrer und Sportlicher Leiter.

## Karriere
Boom war zunächst vor allem im Cyclocross erfolgreich. Bei den Cyclocross-Weltmeisterschaften 2003 gewann er das Juniorenrennen. Nachdem er bei den Weltmeisterschaften 2006 Zweiter der U23-Klasse hinter Zdeněk Štybar wurde, gewann er die U23-Weltmeisterschaften 2007. Diesen Erfolg wiederholte er 2008 im Eliterennen vor Zdeněk Štybar und Sven Nys.
Auf der Straße fuhr er zwischen 2006 und 2008 für das Rabobank Continental Team und wurde in dieser Zeit 2007 Weltmeister im Einzelzeitfahren. 2008 wurde er niederländischer Straßenmeister sowohl im Zeitfahren als auch im Straßenrennen. Im Jahr 2009 wechselte er in das ProTeam Rabobank. Er gewann in seinem ersten Jahr bei diesem Team zunächst die Belgien-Rundfahrt und mit einer Etappe der Vuelta a España sein erstes ProTour-Rennen. In den folgenden Jahren gewann er vor allem Etappen bei Rundfahrten und die Gesamtwertung der Tour of Britain 2011. Bei der Tour de France 2014 gewann er als Solist die über Kopfsteinpflaster führende 5. Etappe.
Im Dezember 2017 wurde bekannt, dass sich Boom im Januar wegen Herzrhythmusstörungen einer Operation unterziehen musste, nachdem er im Sommer noch die Gesamtwertung der Tour of Britain 2017 gewonnen hatte.
Auf der zweiten Etappe der Tour of Norway 2018 wurde Boom wegen einer Tätlichkeit disqualifiziert. Die Rennjury ging davon aus, Boom habe seinen Kontrahenten Preben Van Hecke 30 Kilometer vor dem Ziel ins Gesicht geschlagen. Van Hecke teilte mit, es habe sich um einen Schlag auf die Hüfte gehandelt. Boom betonte, er habe „hitzköpfig“ reagiert, nachdem ihn Van Hecke fast zu Fall gebracht hätte. Er wurde Anfang Juli 2018 mit sofortiger Wirkung für einen Monat gesperrt.
Boom beendete seine Karriere als Straßenfahrer nach einer erfolglosen Saison 2019 beim Team Roompot-Charles, nachdem dieses keine Sponsoren mehr finden konnte. Er bestritt danach nur noch Mountainbikerennen und Gravelbike-Rennen.
Im Juni 2020 wurde Boom Performance-Manager beim UCI Women’s WorldTeam CCC-Liv, der das Team insbesondere auf die Erstaustragung der Frauenversion von Paris-Roubaix vorbereiten sollte. Zur Jahresmitte 2021 wurde der Vertrag einvernehmlich aufgelöst, da Boom sich zum Jahresende ein anderes Team gebunden habe. Kurz darauf wurde bekannt gegeben, dass er ab Oktober für das Team SD Worx tätig sein werde und bis dahin die Crosspezialistin Kata Blanka Vas coachen werde.

## Erfolge
| 2000/2001 - Niederländischer Meister (Junioren) 2001/2002 - Niederländischer Meister (Junioren) 2002/2003 - Niederländischer Meister (Junioren) - Weltmeister (Junioren) 2003/2004 - Niederländischer Meister (U23) 2004/2005 - Europameister (U23) - Niederländischer Meister (U23) 2005/2006 - Grote Prijs Sven Nys - Niederländischer Meister (U23) 2006/2007 - Niederländischer Meister - Weltmeister (U23) 2007/2008 - UCI Weltcup, Pijnacker - Grote Prijs Montferland, Zeddam - Azencross, Wuustwezel-Loenhout - Niederländischer Meister - UCI Weltcup, Liévin - UCI Weltcup, Hoogerheide - Weltmeister 2008/2009 - UCI Weltcup, Pijnacker - Jaarmarktcross Niel - UCI Weltcup, Nommay - Niederländischer Meister - Centrumcross Surhuisterveen 2009/2010 - Niederländischer Meister 2010/2011 - Grand Prix Julien Cajot, Leudelingen - UCI-Weltcup, Heusden-Zolder - Niederländischer Meister 2011/2012 - Niederländischer Meister | 2005 - Gesamtwertung und eine Etappe Triptyque des Barrages - Gesamtwertung Tour de la Somme 2006 - Gesamtwertung und eine Etappe Volta ao Santarem - Gesamtwertung und eine Etappe Triptyque des Monts et Châteaux 2007 - Gesamtwertung und zwei Etappen Tour de Bretagne - Omloop der Kempen - drei Etappen Olympia’s Tour - Niederländischer Meister – Einzelzeitfahren (U23) - Weltmeister – Einzelzeitfahren (U23) 2008 - zwei Etappen Tour de Bretagne - Gesamtwertung und zwei Etappen Olympia’s Tour - Gesamtwertung, eine Etappe und Mannschaftszeitfahren Volta a Lleida - drei Etappen Circuito Montañés - Niederländischer Meister – Straßenrennen - eine Etappe Ciclista a León - Niederländischer Meister – Einzelzeitfahren 2009 - Gesamtwertung Belgien-Rundfahrt - eine Etappe Vuelta a España 2010 - Prolog Paris-Nizza - Grote Prijs Jef Scherens 2011 - Prolog Tour of Qatar - Mannschaftszeitfahren Tirreno–Adriatico - Prolog Critérium du Dauphiné - Gesamtwertung und zwei Etappen Tour of Britain 2012 - eine Etappe Ster ZLM Toer - Gesamtwertung Eneco Tour 2013 - eine Etappe Tour Méditerranéen - eine Etappe Tour du Haut Var - Gesamtwertung und eine Etappe Ster ZLM Toer - Punktewertung Eneco Tour 2014 - eine Etappe Tour de France 2015 - eine Etappe Dänemark-Rundfahrt 2017 - eine Etappe BinckBank Tour - Gesamtwertung und eine Etappe Tour of Britain |

## Grand Tours-Platzierungen
| Grand Tour            | 2009 | 2010 | 2011 | 2012 | 2013 | 2014 | 2015 | 2016 | 2017 | 2018 | 2019 |
| --------------------- | ---- | ---- | ---- | ---- | ---- | ---- | ---- | ---- | ---- | ---- | ---- |
| Giro d’ItaliaGiro     | –    | –    | –    | –    | –    | –    | –    | –    | –    | –    | –    |
| Tour de FranceTour    | –    | 130  | DNF  | –    | 105  | 97   | DNF  | –    | –    | –    | –    |
| Vuelta a EspañaVuelta | 55   | –    | –    | 107  | –    | –    | –    | –    | –    | 153  | –    |